# Каратаєв Володимир Олександрович
Володи́мир Олекса́ндрович Карата́єв (нар. 21 серпня 1955 року) — радянський спортсмен, альпініст. Нагороджений орденом Леніна за організацію та участь в експедиції по першопроходженню на вершину Лхоцзе по її Південній стіні в Непалі.

## Сходження на Лхоцзе
Володимир Каратаєв був учасником радянської експедиції зі сходження на Лхоцзе південною стіною. 18 учасників команди працювали чотирма групами, які почергово прокладали шлях, розвішуючи мотузки і встановлюючи проміжні табори. Маршрут був настільки складний та суворий, що від початку було зрозуміло, що до вершини дістанеться щонайбільше дві групи.

Після невдалої спроби дістатися верхівки групою із Михайла Туркевича, Геннадія Копійки, Андрія Погорєлова та Володимира Хитрикова, яким вдалося встановити проміжний табір на висоті 8100 м та досягти висоти 8350 м, вони спустилися нижче. Трохи згодом Сергій Бершов і Володимир Каратаєв змогли піднятися на самісіньку вершину. Однак кисню їм вистачило лише на чотири години і решту шляху вони йшли без масок. За словами Сергія Бершова, вони: 
|  | Мали дуже сильну втому і виснаження. У Володі, як кажуть фізіологи, «настало вимивання кисню на клітинному рівні». Пройшовши п'ять метрів, він зупинявся. Його мучили дуже сильні болі. |

Діставшись вершини, Бершов та Каратаєв вже не могли спуститися самостійно — Каратаєв не міг рухатися без підтримки. Підкорювачів вершини довелося рятувати Туркевичу та Копійці.
Сходження цим маршрутом більше ніхто не повторив.

## Результат сходження
Під час сходження Каратаєв відморозив усі пальці на руках і ногах, які довелося ампутувати. Коли життя альпініста врятували, харківські лікарі змогли наростити на обрубаних долонях щось на зразок куцих, але рухомих пальців. Поки тривав цей медичний експеримент, росіянин по півроку й більше жив у родинах Сергія Бершова та Віктора Пастуха, а Михайло Туркевич, який на той час уже працював у Москві, допомагав йому ліками.
Через ці події Володимир Каратаєв занепав духом, але згодом «став на ноги» і дотепер активно працює спортивним функціонером.